# Бланшар, Герт
Герт Бланшар (нидерл. Geert Blanchart; род.30 октября 1966 года в Лёвене, провинция Фламандский Брабант) — бельгийский конькобежец, специализирующийся в шорт-треке. Участвовал в Зимних Олимпийских играх 1992 и 1994 годов. Был знаменосцем сборной Бельгии на открытии Олимпийских игр в Альбервилле. 4-х кратный бронзовый призёр чемпионатов мира.

## Биография
Герт Бланшар выступал на международной арене недолго: на чемпионате мира в Монреале он сломал ногу, после чего пропустил полноценный сезон. На следующий год он снова сломал ногу на тренировке во время чемпионата мира в Сент-Луисе, перелом большой и малой берцовых костей. И только в 1990 году на первенстве мира в Амстердаме смог выиграть две бронзовые медали, на дистанции 1500 метров и в эстафете. А в 1991 году в Сиднее выиграл главный свой трофей, бронзу в абсолютном зачёте, поделив её с корейским спортсменом Ли Джун Хо. К Олимпийским играм в Альбервилле Бланшар подходил в неплохой форме, что и показала его дистанция на 1000 метров. В четвертьфинале он спокойно вышел с первого места. А вот в полуфинале занял только 4 место и вышел в финал В, где уступил только англичанину Уилфу О’Рейли и в итоге занял общее 6 место.
На своей последней Олимпиаде 1994 года в Лиллехаммере Бланшар не вышел даже из квалификации на дистанции 1000 метров и в итоге только 31 место.
Живёт в Антверпене.
Бланшар совершил каминг-аут как гомосексуал и в 1994 завоевал серебро в спидскейтинге на гей-играх в Нью-Йорке. В 2007 он идентифицировал себя как бисексуал и принял участие в «Кто станет мужем Федры?», телевизионной программе, в которой модель Федра Хосте искала мужа.